# Monnina marginata
Monnina marginata là một loài thực vật có hoa trong họ Polygalaceae. Loài này được C. Presl mô tả khoa học đầu tiên năm 1835.